# Resolution 1786 des UN-Sicherheitsrates
Die Resolution 1786 des UN-Sicherheitsrates ist eine Resolution zum Internationalen Strafgerichtshof für das ehemalige Jugoslawien, die der Sicherheitsrat der Vereinten Nationen am 28. November 2007 auf seiner 5785. Sitzung einstimmig angenommen hat. Mit der Resolution wurde der bisherige Sonderermittler der Vereinten Nationen zur Aufklärung des Attentat auf den Fahrzeugkonvoi des früheren libanesischen Ministerpräsidenten Rafiq al-Hariri, der belgische Staatsanwalt Serge Brammertz, zum Nachfolger der schweizerischen Staatsanwältin Carla Del Ponte bestimmt, die das Tribunal auf eigenen Wunsch zum 31. Dezember 2007 verlässt.
Brammertz war vom Generalsekretär der Vereinten Nationen Ban Ki-moon für den Posten nominiert worden (Dokument S/2007/678).
Das Gremium berief sich auf seine Resolution 1775 (2007) und berief Brammertz für vier Jahre in seine Funktion, vorbehaltlich der früheren Resolutionen 1503 (2003) und 1535 (2004), die dem Tribunal auferlegen, alle Gerichtsverfahren der ersten Instanz bis zum 31. Dezember 2008 zu beenden sowie die Tätigkeit des Strafgerichtshofes im Jahre 2010 abzuschließen und dementsprechend zu planen.